# 蝶の力学
『蝶の力学 警視庁捜査一課十一係』（ちょうのりきがく けいしちょうそうさいっかじゅういちがかり）は、麻見和史による推理小説。如月塔子と塔子が所属する警視庁捜査一課十一係の活躍を描く、警視庁捜査一課十一係シリーズ（警視庁殺人分析班シリーズ）の第7作。
2015年12月3日に講談社ノベルスが発売された。2017年7月14日に『蝶の力学 警視庁殺人分析班』に改題され、講談社文庫が発売された。
2019年、WOWOWで『蝶の力学 殺人分析班』のタイトルでテレビドラマ化された。

## あらすじ
4月17日、調布市柴崎1丁目で不動産会社社長の天野秀雄が何者かに殺され、如月塔子ら捜査一課十一係は捜査を開始する。自宅で見つかった遺体は喉を切られ、そこにブルーデイジーという青い花が4本挿してあった。妻の天野真弓の姿はなく、警察は真弓が何らかの事情を知っていると考え、行方を探そうとする。
だが、新聞社に自分が天野秀雄を殺したという犯行声明のようなメールが届く。差出人はクラスター16と名乗り、メールに添付された写真には拉致された真弓が写っていた。メールには真弓は西東京の北部にいると書かれていたが、範囲が広すぎて居場所を特定できない。まもなく真弓は、西東京市住吉町の公園でローズマリーの花と共に遺体で発見される。
次にクラスター16が狙ったのは、塔子の相棒の鷹野秀昭だった。クラスター16は鷹野を襲撃し、負傷した鷹野は捜査から外れることになる。塔子は十一係のエースである鷹野がいない状態で、事件の解決を迫られる。

## 登場人物

### 警視庁刑事部
如月塔子（きさらぎ とうこ）〈27〉
捜査第一課殺人犯捜査第十一係の刑事。階級は巡査部長。
鷹野秀昭（たかの ひであき）〈32〉
捜査第一課殺人犯捜査第十一係の主任。階級は警部補。塔子の指導係。
早瀬泰之（はやせ やすゆき）
捜査第一課殺人犯捜査第十一係の係長。階級は警部。
門脇仁志（かどわき ひさし）〈37〉
捜査第一課殺人犯捜査第十一係の主任。階級は警部補。
徳重英次（とくしげ えいじ）〈54〉
捜査第一課殺人犯捜査第十一係の刑事。階級は巡査部長。
尾留川圭介（びるかわ けいすけ）〈30〉
捜査第一課殺人犯捜査第十一係の刑事。階級は巡査部長。
神谷太一（かみや たいち）
捜査第一課課長。
手代木行雄（てしろぎ ゆきお）
捜査第一課管理官。
鴨下（かもした）
鑑識課の主任。階級は警部補。
河上啓史郎（かわかみ けいしろう）
科学捜査研究所の研究員。

### 警視庁調布警察署
浅山（あさやま）
調布署刑事組織犯罪対策課の刑事。階級は巡査部長。

### その他
天野秀雄（あまの ひでお）〈37〉
不動産会社社長。
天野真弓（あまの まゆみ）〈33〉
天野秀雄の妻。通信教育会社に勤めている。元看護師。
天野幸二郎（あまの こうじろう）〈67〉
天野秀雄の父。商社を定年退職した。
天野徹子（あまの てつこ）〈63〉
天野秀雄の母。専業主婦。
永瀬芙美子（ながせ ふみこ）
天野真弓の母。アパート経営をしている。
永瀬詩織（ながせ しおり）
天野真弓の妹。食品メーカーの契約社員。
内田（うちだ）
工務店経営者。永瀬芙美子のアパートをリフォームしている。
浦川（うらかわ）
天野秀雄が経営する不動産会社の社員。
須藤辰則（すどう たつのり）〈36〉
ワインバー「TS1」の経営者。天野秀雄の大学の後輩。
伏見正晴（ふしみ まさはる）
美術商。陶磁器をメインに扱う。
森久保牧夫（もりくぼ まきお）
天野真弓が以前勤めていた病院の看護師。
坂口隆（さかぐち たかし）〈34〉
IT企業のセールスエンジニア。天野夫妻と交流がある。
村石照信（むらいし てるのぶ）
天野秀雄が雇っている運転手。
馬場（ばば）
生命保険会社社員。
沢木美香（さわき みか）〈32〉
会社員。塔子がたまたま入ったカフェで、鷹野と同じテーブルにいた。

## 書誌情報
- 新書『蝶の力学 警視庁捜査一課十一係』：2015年12月3日発売、講談社ノベルス、ISBN 978-4-06-299060-8
- 文庫本『蝶の力学 警視庁殺人分析班』：2017年7月14日発売、講談社文庫、ISBN 978-4-06-293707-8

## テレビドラマ
『蝶の力学 殺人分析班』（ちょうのりきがく さつじんぶんせきはん）のタイトルで、2019年11月17日から12月22日まで毎週日曜 22時 - 23時にWOWOW「連続ドラマW」枠で放送された。主演は木村文乃。「殺人分析班」シリーズ第3弾。
テレビドラマ版オリジナルキャラクターの相羽町子（演：菊地凛子）が追加され、近く鷹野が捜査一課十一係から公安部に異動するという設定に改変されている（原作では異動の話は出ていない）。第5話の後半から最終話にかけては、テレビドラマオリジナルストーリーとなる。なお、鷹野の公安異動後の物語は『邪神の天秤 公安分析班』に引き継がれている。

### キャスト
如月塔子
演 - 木村文乃（学生時代：栗本有規）
警視庁捜査第一課十一係刑事。巡査部長。
鷹野秀昭
演 - 青木崇高
警視庁捜査第一課十一係刑事。警部補。
早瀬泰之
演 - 渡辺いっけい
警視庁捜査第一課十一係係長。警部。
徳重英次
演 - 北見敏之
警視庁捜査第一課十一係刑事。巡査部長。
石倉毅
演 - 藤本隆宏
警視庁捜査第一課十一係刑事。警部補
尾留川圭介
演 - 小柳友
警視庁捜査第一課十一係刑事。巡査部長
鴨下潤一
演 - 梶原善
警視庁鑑識課。主任警部補。
永瀬芙美子
演 ｰ 木野花
天野真弓の母。アパート経営者。
河上
演 ｰ ノゾエ征爾
科捜研。
永瀬詩織
演 - 韓英恵
天野真弓の姉。法律事務所勤務。
内田雄次
演 - 毎熊克哉
工務店経営者。
馬場
演 - 田中要次
弁護士。
須藤辰則
演 - オクイシュージ
バー「TS1」オーナー。
天野秀雄
演 - 大場泰正
不動産会社社長・
坂口隆
演 - 瀧川鯉斗
IT企業のセールスエンジニア。
林原
演 - 鈴木慶一
大学教授。
村石照信
演 - 小野賢章
運転手
天野真弓
演 - 加藤侑紀
天野秀雄の妻。専業主婦。
相羽隼人
演 - 青柳信孝
相羽町子の亡弟。元 捜査一課刑事。
如月厚子
演 - 神野三鈴
塔子の母。
手代木行雄
演 - 勝村政信
警視庁捜査第一課管理官。警視。
神谷太一
演 - 段田安則
警視庁捜査第一課長。警視正。
如月功
演 - 仲村トオル
塔子の亡父。元 捜査第一課刑事。
相羽町子
演 - 菊地凛子（幼少期：川上凛子）
法医学者。

### スタッフ
- 原作 - 麻見和史 『蝶の力学 警視庁殺人分析班』（講談社文庫刊）
- 脚本 - 穴吹一朗
- 音楽 - 諸橋邦行
- 撮影 - 金澤賢昌、岡崎真一
- 編集 - 高橋信之
- プロデューサー - 松永綾、植田春菜、北川雅一
- 監督 - 内片輝
- 製作 - WOWOW、TBS SPARKLE

### 放送日程
| 話数   | 放送日   |
| ------ | -------- |
| 第1話  | 11月17日 |
| 第2話  | 11月24日 |
| 第3話  | 12月01日 |
| 第4話  | 12月08日 |
| 第5話  | 12月15日 |
| 最終話 | 12月22日 |

| WOWOW 連続ドラマW 日曜オリジナルドラマ   | WOWOW 連続ドラマW 日曜オリジナルドラマ            | WOWOW 連続ドラマW 日曜オリジナルドラマ    |
| 前番組                                   | 番組名                                            | 次番組                                    |
| ---------------------------------------- | ------------------------------------------------- | ----------------------------------------- |
| そして、生きる （2019年8月4日 - 9月8日） | 蝶の力学 殺人分析班 （2019年11月17日 - 12月22日） | 頭取 野崎修平 （2020年1月19日 - 2月16日） |

## オーディオブック
2020年6月12日に、Audibleで文庫本『蝶の力学 警視庁殺人分析班』のオーディオブックが配信開始された。朗読は大森ゆき。